# Monte Ida (Creta)

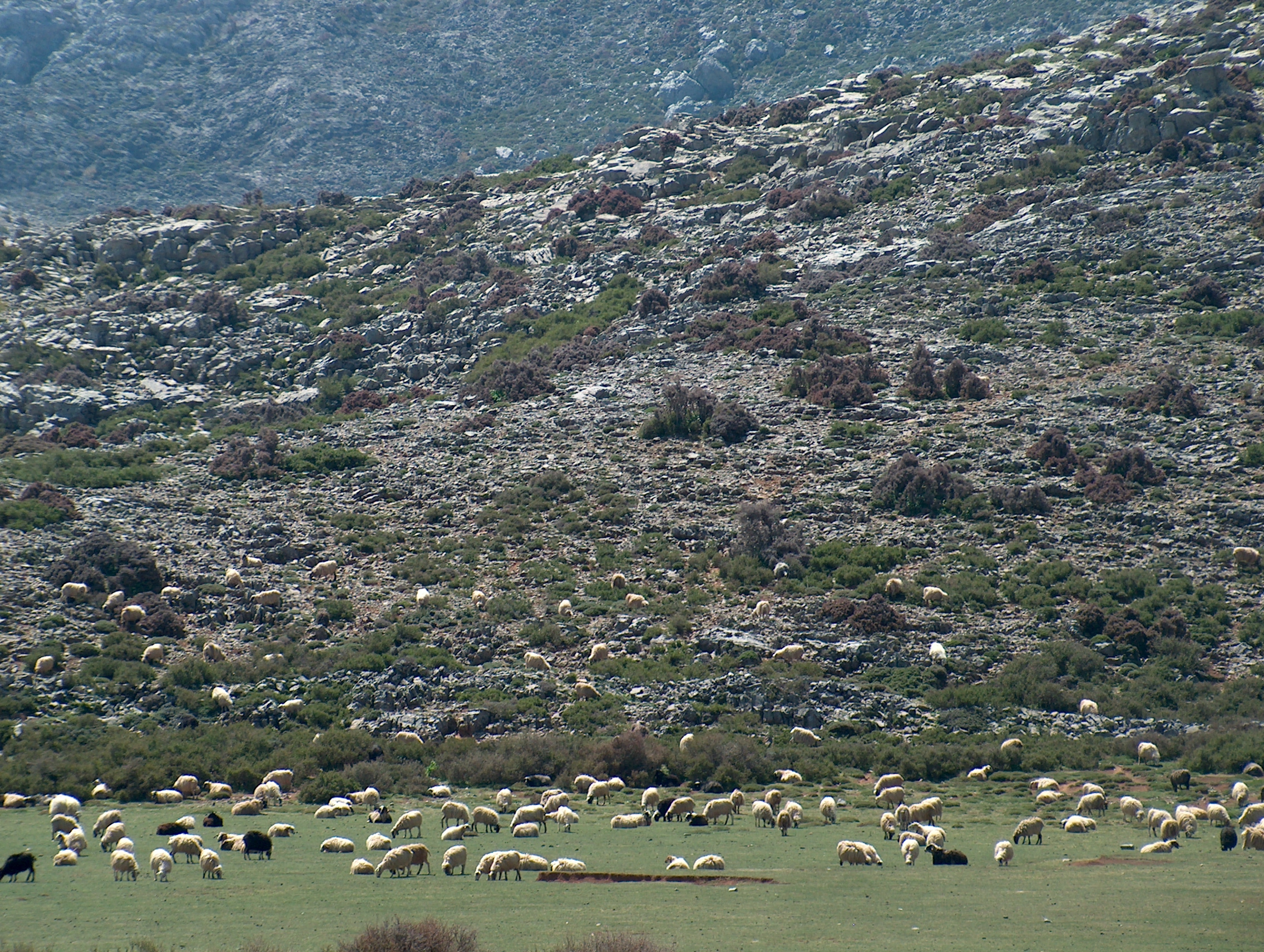

El monte Ida o Ida cretense, por oposición al monte Ida de Turquía (o Ida frigio), actual monte Psiloritis (griego moderno Ψηλωρείτης "monte alto") se alza en el valle de Amari, en el centro de la isla griega de Creta. Es el pico más elevado de la isla, con una altura de 2456 m s. n. m. En su ladera este se encuentran la meseta de Nida y el bosque de Ruva. El observatorio de la universidad de Creta está ubicado en el pico secundario Skinakas. Su imponente macizo ocupa la parte central de la isla, en las prefecturas de Heraklion y Rétino.

## La cordillera
Además de dar nombre al pico más alto, también se denomina monte Ida al macizo montañoso donde se ubica esta altura. Los picos más altos de este macizo son, además del principal, llamado también Timios Stavros (2456 m), el Agatias (2424 m), el Stolistra (2325 m), el Vulomenu (2267 m) y el Kusakas (2209 m).
En este entorno natural se hallan abundantes manantiales, cuevas, gargantas, bosques y en las áreas más bajas también hay zonas de cultivo. La flora tiene una especial riqueza sobre todo en las gargantas y las mesetas, e incluye numerosas especies endémicas de la isla de Creta. Entre los bosques destaca el bosque de Ruva, que es de los más extensos de la isla.
Con respecto a su fauna, se supone que es uno de los pocos lugares donde habita el gato montés cretense. También pueden destacarse múltiples especies de aves, que incluyen buitres y rapaces como buitres leonados, gavilanes y halcones. Las tres especies de anfibios de Creta y todas las especies de reptiles de la isla se encuentran también en los montes Psiloritis. En las cuevas y barrancos se hallan murciélagos. Además pueden destacarse numerosas especies de escarabajos y caracoles endémicos de la isla.

## Mitología
Según la mitología griega, en una cueva (llamada localmente Ideon Antron) en la vertiente norte de este monte nació Zeus. Rea, su madre, lo ocultó allí para protegerlo de su padre Crono, puesto que este devoraba a sus hijos. Allí, Zeus tuvo como nodriza a Amaltea, mientras los curetes entrechocaban sus escudos para hacer ruido y evitar que los llantos del niño llegaran a oídos de su padre.

## Arqueología
Una caverna, a la que se ha dado el nombre de cueva de Zeus, situada a unos 1500 m de altitud, fue un importante lugar de culto al menos desde el periodo minoico, y se mantuvo durante todos los periodos de la antigua Grecia —arcaico, clásico y helenístico— y también en época romana, hasta el siglo V. Entre los objetos hallados destacan una serie de estatuillas de marfil y escudos de bronce decorados con relieves.
Por otra parte, a unos 1200 m de altitud, se encuentra el yacimiento arqueológico de Zóminthos, donde se han hallado restos de un asentamiento que estuvo en uso desde el periodo minoico en el que se hallaba un gran edificio de carácter palacial. Su ubicación se relaciona con rutas que llevaban hasta la cueva del Ida desde diferentes lugares de Creta: Cnoso, Axo, Sklavókampos y la llanura de Mesará; así como con la presencia de varios manantiales.